# Heikant (Zelanda)
Heikant es una localidad del municipio de Hulst, en la provincia de Zelanda (Países Bajos). Está situada unos 33 km al suroeste de Bergen op Zoom.
- Datos: Q2350682
- Multimedia: Heikant (Zeeland) / Q2350682